# Rörförstärkare

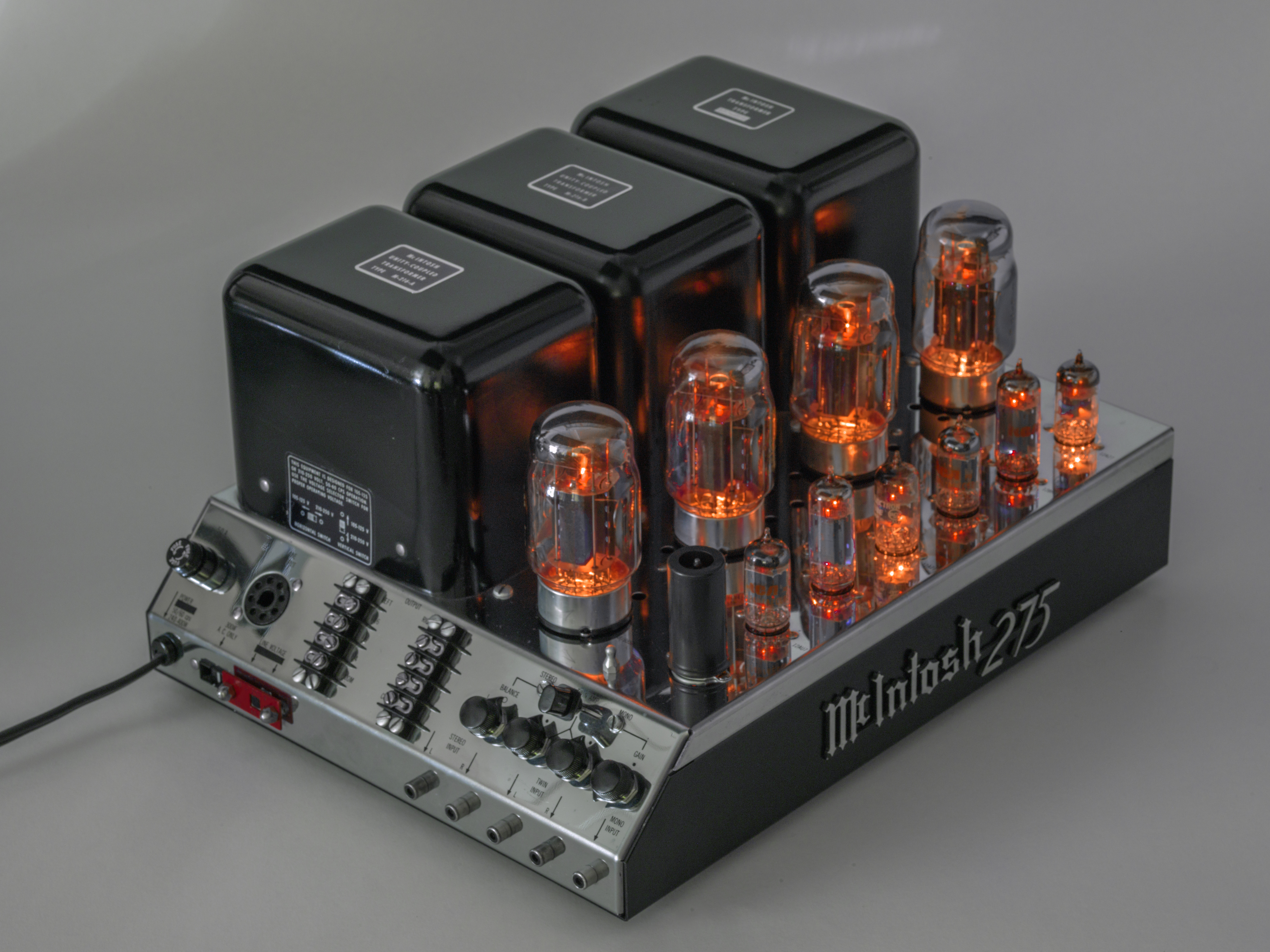

En rörförstärkare är en förstärkare vars aktiva element helt eller till största delen utgörs av elektronrör. Oftast avses en ljudförstärkare, antingen som en komponent i en musikanläggning eller som förstärkare för musikinstrument.
Rörförstärkarna försvann nästan från marknaden under 1970-talet då halvledarkomponenter ersatte elektronrör inom nästan alla områden, men har återkommit under senare år, inte minst i Hi-fi-sammanhang. En del lyssnare tycker att ljudet från en rörförstärkare är mer behagligt för lyssnaren, men detta är mycket omdiskuterat. I elgitarrförstärkare utnyttjar man att rörförstärkare har annorlunda egenskaper vad gäller överstyrning än transistorförstärkare.

## Skillnader mot transistorförstärkare
Transistorförstärkare kan göras med mycket låg utgångsimpedans och kan därför anslutas direkt till högtalarna. Elektronrör har i sig själva tämligen hög utgångsimpedans (typiskt 10 kΩ) och därför behövs ofta en utgångstransformator för impedansanpassning. På en sådan transformator ställs stora krav vad gäller frekvensomfång etc. och de blir därför stora och dyra att tillverka.
Elektronrör arbetar vid betydligt högre spänningar än transistorer (typiskt 300 V), och kräver därför en annan typ av nätaggregat. Dessutom behövs separat matning av glödtrådarna.
Rörförstärkare har på grund av glöduppvärmningen lägre verkningsgrad än transistorförstärkare.
En förstärkare med elektronrör innehåller ofta färre komponenter än en motsvarande transistoriserad variant och kan därför vara lättare att analysera samt även enklare att konstruera och bygga för den som är intresserad.

## Rörförförstärkare

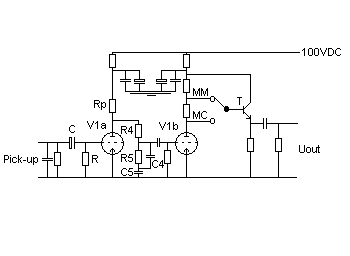
Ett RIAA-försteg med elektronrör

Bilden visar ett så kallat RIAA-försteg med elektronrör eller mer specifikt, trioder. Kopplingen är lite speciell då den inte använder sedvanliga katod-motstånd med dito mer eller mindre nödvändiga avkopplingskondensatorer. I stället utnyttjas den så kallade Edison-effekten vilket innebär att rören blir självbiaserade om man använder ett tillräckligt stort gallermotstånd, R (10 MOhm är lagom för ECC83).
Det är en fördel att kunna hoppa över katodimpedansen då alla eventuella brister i den kommer att förstärkas {\displaystyle \mu }+1 gånger (se signalförstärkning). Nackdelen med denna koppling är att den inte är riktigt tyst. Eftersom vi inte har någon repellerande elektrostatisk kraft från gallret i form av en normalt negativ potential så "pruttar" röret lite ibland (även om det är mycket sällan). Dvs. vissa elektroner har sådan rörelseenergi när de emitteras från den heta katoden att de når gallret och orsakar en liten strömförändring.
Om ett anodmotstånd, Rp (p från engelskans plate eller anod) väljs, med den interna anodresistansen ungefär lika med rp, blir signalförstärkningen per steg
{\displaystyle A_{v}=-{\frac {\mu R_{p}}{R_{p}+r_{p}+(\mu +1)R_{c}}}}
där alltså Rc=0 (c från engelskans cathode eller katod) och Rp = rp vilket ger
{\displaystyle A_{v}=-{\frac {\mu }{2}}}

### RIAA-filter
RIAA-filtret har T-struktur. I princip går det ut på att förstärka de låga frekvenserna mer än mellanregistret (1 kHz) då det helt enkelt inte går att spela in en vinylskiva med alltför stora och lågfrekventa signaler, vid hög signalnivå skulle spåret nämligen ta "för mycket plats" i sidled. Man dämpar alltså de låga frekvenserna vid inspelningen och kompenserar för detta vid avspelningen, med högre förstärkning vid låga frekvenser. Av liknande anledningar dämpar filtret höga frekvenser. De höga frekvenserna spelas nämligen in proportionellt med högre nivå och då måste de dämpas vid avspelningen. En viktig anledning till detta är att man i den lösningen får en dämpning av materialbruset, från mikroskopiska ojämnheter i vinylen. Avspelningsförstärkarens frekvenskurva skall idealt avspegla inspelningsförstärkarens, fast "omvänt", så att den slutliga frekvensgången blir helt rak.
RIAA-filtret är helt passivt och kan bestämmas av att brytfrekvenserna är 50 Hz, 500 Hz och 2,1 kHz. Vid 50 Hz ska alltså signalen falla 20 dB/dekad, vid 500 Hz ska den börja räta upp sig och vid 2,1 kHz ska den börja falla med 20 dB/dekad igen. Eftersom det är en hel dekad mellan 50 Hz och 500 Hz måste vi se till så att vi har just 20 dB (eller 10ggr) högre förstärkning än den nominella vid 1 kHz. Detta på grund av att vi bygger filtret passivt.
Eftersom vi normalt sett har att göra med relativt högimpediva rör så måste rp//Rp tas med i filterberäkningarna. Ett användbart närmevärde på R4 är således 196k (där utgångsimpedansen hos V1a har uppskattats till 69k). R5 är sedan 21,5 kΩ och C4 är 3,82 nF samt C5 är 11,1 nF. Notera att detta inte är några standardvärden.

### Matningsfilter
På matningen (100 V DC) hänger några RC-filter. Dessa är inte nödvändiga för funktionen men dämpar betydligt eventuellt rippel hos matningen. Det var också så man mer eller mindre tvingades (på grund av små kondensatorer) filtrera matningsspänningen förr i tiden.

### Utgångstransistor
Med utgångstransistorn T förstärks inget annat än strömmen. Dess inbyggda och kända olinjäritet används således inte utan den sitter där bara för att impedanstransformera med hjälp sin transkonduktans. Kort sagt arbetar den som emitterföljare och ser till så att vi kan driva lite lågimpediva ingångar och kablar med kapacitans utan att tappa de höga frekvenserna i form av lågpassfilter-verkan. Samtidigt kan vi här välja om vi har en MC (Moving Coil) eller en MM (Moving Magnet) pick-up då förhållandet mellan deras utnivåer är av storleksordningen 1:10.

## Rörslutsteg
Nedanstående beskrivning av ett rörslutsteg är närmast en kopia från Williamsons originalschema från 1947. De som önskar bygga slutsteget hänvisas till hans originalschema. Det finns inte så mycket att tillägga annat än småsaker som vi nämnt nedan och förutom de så rekommenderas det att man separerar nollställena med angivna kondensatorstorlekar för det reducerar nämligen puckeln som annars bildas vid någon enstaka Hertz och som kanske inte Williamson tänkte på när han dessutom drog på med ganska rejäl återkoppling (20 dB). Författaren kör med hälften så mycket återkoppling och det fungerar mer än väl (Rf=6k8@8Ohm).

### Slutsteg, pseudotriodkoppling

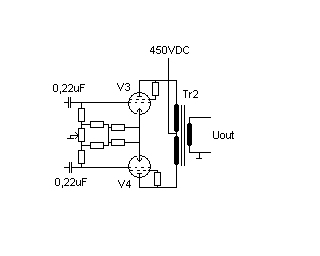
Ett slutsteg med pseudotriodkopplade tetroder

Bilden visar ett slutsteg byggt med hjälp av triodkopplade tetroder. Det låter kanske märkvärdigare än vad det är för tetrodernas galler har dragits till anoden varefter de i praktiken arbetar som trioder. Detta kallas för pseudotriodkoppling. Antingen förstärker man med hjälp av pseudotriodkopplade tetroder eller också förstärker man med hjälp av direktupphettade trioder.

### Ultra Linear
Ultra Linear är en metod för att med hjälp av tetroder höja effektiviteten och få ut mer effekt ur en rörförstärkare än vad sedvanliga trioder eller triod-kopplade tetroder kan ge. I praktiken innebär det att man återkopplar, inte optimalt men teoretiskt, hälften av signalen till gallret kallat skärmgaller.

### Slutsteg, direktupphettade trioder

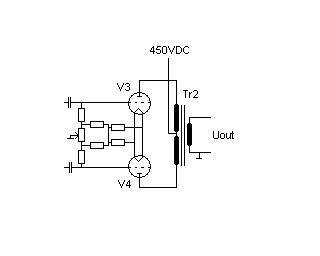
Ett slutsteg med direktupphettade trioder

Bilden visar ett rörslutsteg med direktupphettade trioder.

### Försteg, optimal brumundertryckning

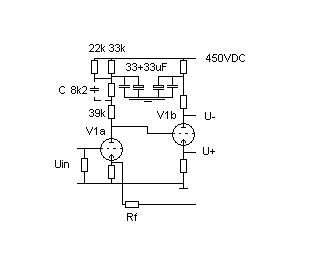
Ett försteg med optimal brumundertryckning

Bilden visar en variant av slutstegsdrivning. Komponenterna är valda med omsorg för att reducera brummet hos matningen. Det finns ett optimalt värde på parallellkombinationen och man kan välja att använda en trimpotentiometer i stället för 33k//22k om man vill. Detta kan nämligen reducera brummet till absolut hörbart noll. I praktiken räcker dock ovanstående för man måste hålla örat väldigt tätt intill högtalaren för att kunna höra något brum över huvud taget (tack vare just push-pull). I övrigt är kopplingen något modifierad jämfört med Williamson original. Detta mest map den kondensator som är streckad i figuren och som man bara behöver om man skulle råka få problem (läs självsvängning) med återkopplingen runt sin valda utgångstransformator. Återkopplingen tas alltså från utgången av utgångstransformatorn via Rf till katoden på V1a.

### Drivsteg, push-pull

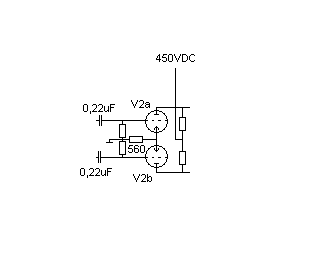
Ett push-pull drivsteg

Bilden visar ett drivsteg för rörslutsteg. Detta är nödvändigt, dels för att förstärkningen inte riktigt räcker till annars, dels för att slutrören bör drivas med relativt låg impedans för att inte generera distorsion.